# Набэсима Наотака (1806—1847)
Набэсима Наотака (яп. 鍋島 直喬, 16 ноября 1806 — 19 ноября 1847) — самурай княжества Сага периода Эдо, 7-й глава линии Сироиси рода Набэсима.

## Биография
Родился в семье вассала даймё Саги Набэсимы Наоаки, владельца деревни Сироиси. Мать, Охэн, дочь Набэсимы Харусигэ, 9-го даймё Саги. В 1827 году Наоаки ушёл в отставку и передал семейное поместье и главенство Наотаке.
Первоначально Наотака служил даймё Набэсиме Наринао в его резиденции в Эдо, но когда Набэсима Наомаса стал следящим даймё в 1830 году, Наотака вернулся в Сагу, где ему было приказано взять на себя ответственность за финансовые дела княжества.
В 1847 году Набэсима Наотака умер в возрасте 41 года.